# Sei Nahodaris
Sei Nahodaris is een bestuurslaag in het regentschap Labuhan Batu van de provincie Noord-Sumatra, Indonesië. Sei Nahodaris telt 2525 inwoners (volkstelling 2010).